# Le Repas des fauves (film)
Cet article concerne le film de Christian-Jaque. Pour la pièce, voir Le Repas des fauves.
Pour plus de détails, voir Fiche technique et Distribution.
Le Repas des fauves est un film français réalisé par Christian-Jaque, sorti en 1964.

## Synopsis
L'Occupation, une ville de province. Sept personnes, des amis, se retrouvent réunies pour un repas d'anniversaire. Durant la fête, un attentat a lieu et deux officiers allemands sont abattus. Le capitaine de la Gestapo, le SS Kaubach, fait irruption dans la pièce et exige l'exécution de vingt otages si les coupables ne sont pas trouvés. Il demande aux invités de désigner eux-mêmes deux d'entre eux comme otages. Alors, ces gens qui appartiennent à des milieux différents vont s'affronter et s'entre-dévorer, chacun trouvant une bonne raison de ne pas se porter volontaire. La tension ne va cesser de monter, transformant la réunion amicale en repas de fauves où les moments d'espoir alternent avec les moments de folie.

## Analyse
Par ce huis clos sur ses personnages, Christian-Jaque a voulu traiter deux problèmes : celui du comportement des hommes dressés les uns contre les autres face au danger et celui de la peur. Il dépeint la petitesse et la médiocrité sous-jacentes quand des personnes se trouvent dans une situation dont l'issue n'est pas certaine.

## Fiche technique
- Titre : Le Repas des Fauves
- Réalisation : Christian-Jaque
- Scénario : Christian-Jaque et Claude Marcy d'après la pièce de Vahé Katcha
- Dialogues : Henri Jeanson
- Production : CICC (Raymond Borderie)
- Musique : Gérard Calvi
- Photographie : Pierre Petit
- Montage : Jacques Desagneaux
- Direction artistique : Jean d'Eaubonne
- Décors : Maurice Petri
- Producteur : Jacques Bar
- Pays de production : France
- Format : Noir-Blanc
- Genre : Film dramatique, Humour noir
- Durée : 97 minutes
- Date de sortie : 1964

## Distribution
- Claude Nicot : Victor, le libraire
- France Anglade : Sophie, la femme de Victor
- Adolfo Marsillach (doublé par Michel Roux) : le docteur
- Antonella Lualdi (doublée par Nadine Alari) : Françoise
- Claude Rich : Claude, le professeur de philosophie
- Dominique Paturel : Jean-Louis, le vétéran aveugle
- Francis Blanche : "Tonton" Francis, l'industriel
- Boy Gobert : l'officier SS Kaubach

## Adaptation au théâtre
Le film a connu une adaptation au théâtre en 2010 par Julien Sibre. Rassemblant sur scène Cyril Aubin, Julien Sibre, Pierrejean Pagès, Caroline Victoria, Stéphanie Hédin, Olivier Bouana, Pascal Casanova et Jérémy Prevost. Cyril Drouin a réalisé pour cette pièce, une vidéo de type dessin animé (dans l'esprit de Persepolis de Marjane Satrapi) qui est projetée sur le fond de la scène, laissant ainsi apparaitre ce qu'il se passe à l'extérieur de la pièce où se joue le drame.
En 2011, la pièce est nommée aux Molières dans quatre catégories et est récompensée à trois reprises : le Molière de l'adaptateur et le Molière du metteur en scène pour Julien Sibre, le Molière du théâtre privé.

## Autour du film
- La voix de l'acteur qui incarne le docteur dans le film (Adolfo Marsillach) est celle de Michel Roux[réf. nécessaire].